# Autopista al Llano

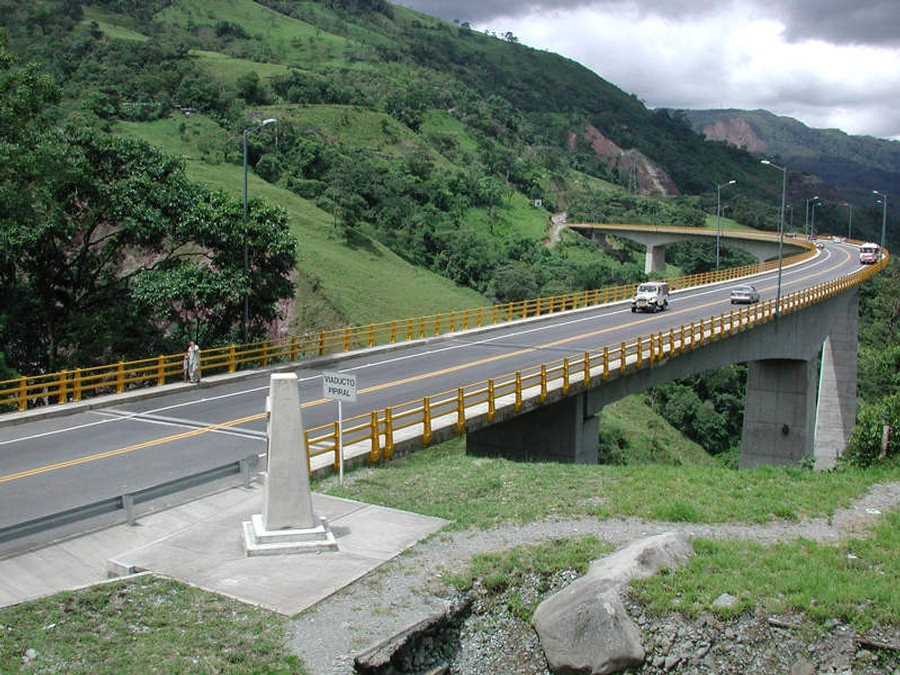
Viaducto Pipiral en la Vía al Llano.

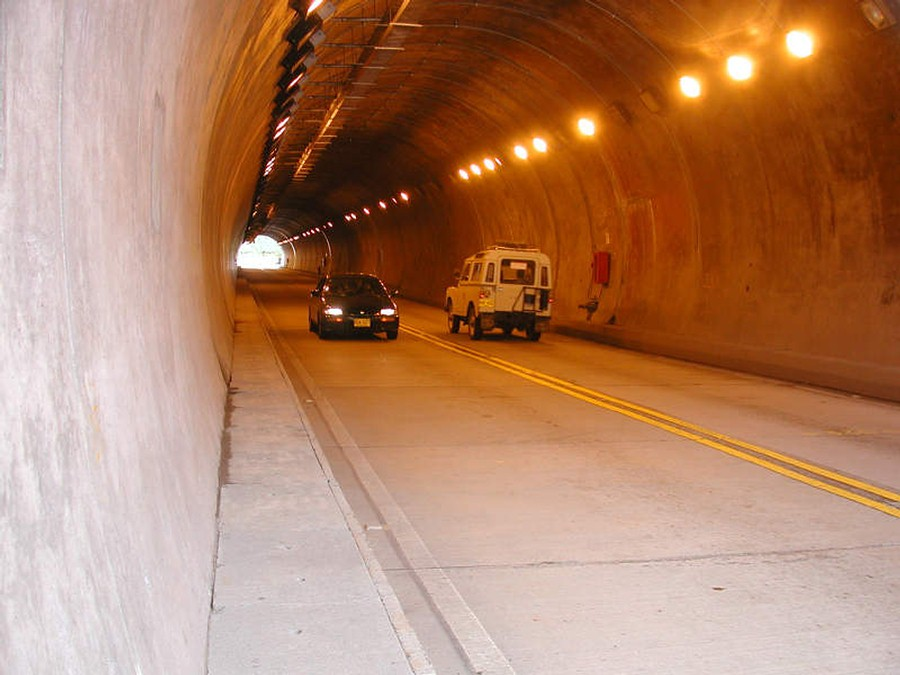
Túnel de Bijagual, ubicado metros antes del Túnel de Buenavista.

La Autopista al Llano es una carretera que interconecta la capital colombiana, Bogotá, con Villavicencio, capital del departamento del Meta, considerada como la puerta a los Llanos orientales de Colombia. Hace parte de la Transversal Buenaventura - Puerto Carreño, Ruta Nacional 40 de la Red Nacional de Carreteras, concretamente los tramos 06 (Bogotá - Villavicencio) y 07 (Villavicencio - Puerto López).

## Trazado de la vía
La vía, que es en su mayoría doble calzada, se extiende por 89,9 km. Empieza en Bogotá en el cruce entre la Av. Boyacá y la Avenida Caracas, en el sector de Yomasa de la localidad de Usme. Justo después de salir de la ciudad se encuentra el túnel Argelino Durán Quintero, también conocido como túnel del Boquerón, de 2,2 km de longitud, en cuya salida se ubica el peaje de Boquerón. Tras esto, se encuentran el municipio de Chipaque, y los accesos a Une y Cáqueza. Poco antes de llegar a Quetame, la vía toma un trayecto paralelo al Río Negro a lo largo del valle del mismo, lo que la hace susceptible a verse afectada por derrumbes de tierra. 
Entre Quetame y Guayabetal, se encuentran el peaje de Naranjal y el túnel de Quebrada Blanca, construido tras la tragedia ocurrida en 1974. Después de Guayabetal se encuentran los sectores de Chirajara y Pipiral, entre los cuales la vía posee múltiples viaductos. En Pipiral se encuentra el peaje del mismo nombre y, tras este, la vía se divide en dos tramos, uno que sigue la antigua ruta de la carretera y que desemboca en el sector de La Grama en Villavicencio, y el segundo que corresponde al nuevo tramo que cuenta con el túnel Misael Pastrana Borrero, también conocido como túnel de Buenavista, de 4,5 km de longitud, y que desemboca en el Parque Los Fundadores de Villavicencio.

## Terremoto de El Calvario
Luego del temblor del 24 de mayo de 2008, se presentaron diversos derrumbes en el trazado de la Autopista al Llano, los cuales mantuvieron la vía cerrada durante varios días. Una característica de la vía es que la topografía montañosa a lo largo del trazado hace que se convierta en vulnerable a los desastres naturales.